# Tờ rơi

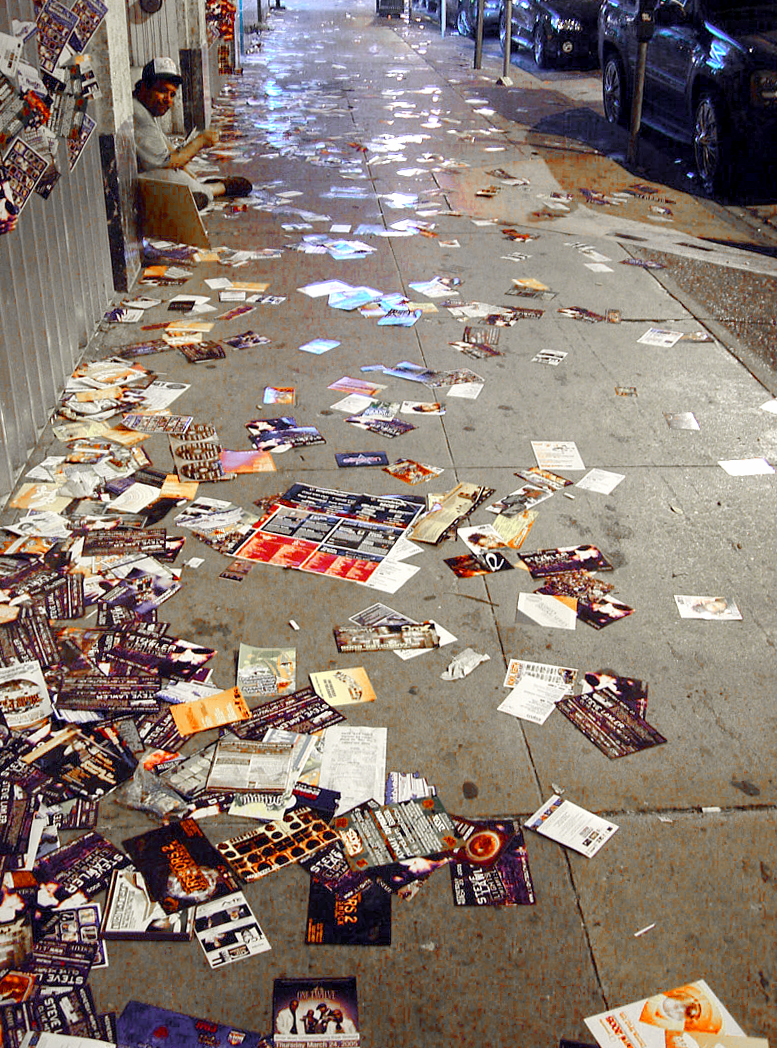
Hàng ngàn tờ rơi rải rác trên đường phố South Beach, Miami.

Tờ rơi hay tờ bướm, tờ gấp là tờ giấy rời để giới thiệu, quảng cáo, tuyên truyền về một sự kiện, dịch vụ, sản phẩm nào đó. Truyền đơn là loại tờ rơi mang nội dung tuyên truyền chính trị. Tờ rơi thường được in hàng loạt với số lượng lớn rồi phát miễn phí cho người qua đường, dán lên các bảng thông tin hoặc phát ở các nơi đang diễn ra sự kiện. Bảng thông tin thường có ở các trường đại học, quán ăn, nhà sinh hoạt cộng đồng, tiệm giặt ủi và chợ. Tờ rơi cùng với bưu thiếp, giấy rời và poster nhỏ đều mang tính thiết yếu và là hình thức thông tin tự do cho những ai muốn thu hút sự chú ý ở nơi công cộng nhưng không có khả năng kinh tế hoặc không cảm thầy cần thiết đăng quảng cáo trên báo. Tuy nhiên, khi việc tiếp thị trở nên ngày một trực tiếp hơn vào cuối thập niên 80 và 90 thì tờ rơi đã phát triển hơn và hiện nay có thể thấy nhiều kích cỡ tờ rơi. Một vài kích cỡ mẫu như là:
- A4
- A5 (1/2 A4)
- DL
- A6 (cỡ bưu thiếp)
- CC (cỡ thẻ tín dụng)

Vì giá thành sản xuất rẻ, người ta thường sản xuất tờ rơi với những loại giấy bóng 300g/m² (trong khi những kiểu tờ giấy rời khác thường được sản xuất trên loại giấy nặng 130g/m² /170g/m²) và đây là một hình thức rất hữu hiệu trong việc tiếp thị trực tiếp. Tờ rơi càng được sử dụng rộng rãi và phổ biến hơn với sự phát triển và mở rộng của những hệ thống chế bản điện tử dựa vào máy vi tính cá nhân. Trong những năm gần đây, việc xuất bản tờ rơi bằng dịch vụ in ấn truyền thống đã bị dịch vụ dựa trên Internet thay thế; khách hàng có thể gởi mẫu thiết kế và nhận được sản phẩm cuối cùng qua đường bưu chính. Giọng điệu trên tờ rơi rất đa dạng, từ hài hước cho tới xúc phạm, lố bịch.
Gần đây, người ta bắt đầu cấm dán tờ rơi lên tường ở nhiều nơi, gây ra mối lo âu trong những người hoạt động truyền thông đại chúng và cả người dân bình thường. Tuy nhiên, những cư dân quan tâm đến bộ mặt của khu phố lại ủng hộ việc cấm dán tờ rơi. San Francisco (Mỹ) có một lịch sử lâu dài về tờ rơi. Công ty tờ rơi đầu tiên gọi là The Thumbtack Bugle đã hoạt động hơn 25 năm. Con đường Haight Street rất phổ biến vì những cột điện đều luôn được dán đầy kín tờ rơi. Tờ rơi đã trở thành một khía cạnh không thể tách rời đối với festival nghệ thuật Edinburgh Fringe. Ở đây người ta phát tờ rơ ở Royal Mile. Brighton (Anh) gần đây đã đặt tờ rơi ra "ngoài vòng pháp luật" và những tổ chức và các nhân có nguyện vọng phân tán tờ rơi cần phải có giấy phép từ hội đồng địa phương. Truyền đơn cũng là một hình thức tờ rơi nhưng thường ít hình ảnh hơn tờ rơi và phục vụ cho mục đích chính trị.